# André Clert
André Clert, né le 22 juin 1921 à Aigonnay (Deux-Sèvres), mort à Niort le 20 avril 2010, est un homme politique français, député des Deux-Sèvres.

## Biographie
Né dans une famille d'agriculteurs, André Clert fait ses études au lycée (aujourd'hui collège) Fontanes de Niort. Il fait ensuite des études de médecine à Poitiers et il exerce quelques années à Vivonne. 
De retour à Niort, il y est successivement médecin scolaire, responsable du service départemental de santé scolaire, puis médecin-conseil à l'Assurance maladie. Socialiste, il s'investit dans la vie politique : conseiller municipal de Niort de 1959 à 1986, il devient premier adjoint au maire, du temps de René Gaillard, puis de Bernard Bellec (pendant deux ans). Il est aussi conseiller général de Niort-Est de 1973 à 1992. Enfin, il est élu député de la première circonscription de Niort en 1988.
André Clert ne se représente pas en 1993 et il se retire de la vie politique.

### Mandats
- Conseiller municipal de Niort : 1959-1986
- Premier adjoint au maire de Niort
- Conseiller général des Deux-Sèvres : 1973-1992
- Député des Deux-Sèvres : 05/06/1988-01/04/1993